# Prieuré Saint-Gabriel (Sankt Johann bei Herberstein)
Le Prieuré Saint-Gabriel (Benediktinerinnenkloster St. Gabriel) est un prieuré bénédictin féminin appartenant depuis le 6 janvier 2008 à la fédération de Sainte-Lioba.
Il se trouve dans le village de Sankt Johann bei Herberstein dans le district de Hartberg en Styrie (Autriche).
Les moniales ont quitté la congrégation de Beuron à laquelle elles appartenaient depuis 1889, ainsi que leur abbaye de Bertholdstein en novembre 2008, avec l'approbation de l'évêque de Graz-Seckau, Mgr Kapellari. Elles vivent de travaux de couture (vêtements liturgiques, broderies) et reçoivent des retraitantes. Elles sont fidèles au chant de chœur.